# Liège-Bastogne-Liège 2015
Liège-Bastogne-Liège 2015 był 101. edycją wyścigu i rozegrał się na dystansie 263 kilometrów. Wyścig rozpoczął się w Liège, a zakończył w Ans. Wyścig zaliczał się do UCI World Tour 2015.

## Uczestnicy
Na starcie wyścigu stanęło 25 ekip. Wśród nich znalazło się wszystkie siedemnaście ekip UCI World Tour 2015 oraz osiem innych zaproszonych przez organizatorów. 
Lista drużyn uczestniczących w wyścigu:
| Numery  | Kod | Drużyna                |
| ------- | --- | ---------------------- |
| 1-8     | OGE | Orica GreenEDGE        |
| 11-18   | MOV | Movistar Team          |
| 21-28   | EQS | Etixx-Quick Step       |
| 31-38   | AST | Pro Team Astana        |
| 41-48   | TCG | Team Cannondale-Garmin |
| 51-58   | BMC | BMC Racing Team        |
| 61-68   | KAT | Team Katusha           |
| 71-78   | ALM | Ag2r-La Mondiale       |
| 81-88   | TTS | Team Tinkoff-Saxo      |
| 91-98   | LAM | Lampre-Merida          |
| 101-108 | LTS | Lotto Soudal           |
| 111-118 | SKY | Team Sky               |
| 121-128 | TRE | Trek Factory Racing    |

| Numery  | Kod | Drużyna             |
| ------- | --- | ------------------- |
| 131-138 | EUC | Team Europcar       |
| 141-148 | LTJ | Team LottoNL-Jumbo  |
| 151-158 | GIA | Team Giant-Alpecin  |
| 161-168 | TSV | Topsport Vlaanderen |
| 171-178 | IAM | IAM Cycling         |
| 181-188 | FDJ | FDJ.fr              |
| 191-198 | WGG | Wanty-Groupe Gobert |
| 201-208 | MTN | MTN-Qhubeka         |
| 211-218 | COF | Cofidis             |
| 221-228 | BOA | Bora-Argon 18       |
| 231-238 | ROO | Team Roompot        |
| 241-248 | CLT | Cult Energy         |

## Klasyfikacja generalna
| M-ce | Imię i nazwisko    | Kraj       | Drużyna           | Czas       |
| ---- | ------------------ | ---------- | ----------------- | ---------- |
| 1.   | Alejandro Valverde | Hiszpania  | Movistar Team     | 6h 14' 20” |
| 2.   | Julian Alaphilippe | Francja    | Etixx-Quick Step  | + 0"       |
| 3.   | Joaquim Rodríguez  | Hiszpania  | Team Katusha      | + 0"       |
| 4.   | Rui Costa          | Portugalia | Lampre-Merida     | + 0"       |
| 5.   | Roman Kreuziger    | Czechy     | Team Tinkoff-Saxo | + 0"       |
| 6.   | Romain Bardet      | Francja    | Ag2r-La Mondiale  | + 0"       |
| 7.   | Sergio Henao       | Kolumbia   | Team Sky          | + 0"       |
| 8.   | Domenico Pozzovivo | Włochy     | Ag2r-La Mondiale  | + 0"       |
| 9.   | Jakob Fuglsang     | Dania      | Pro Team Astana   | + 0"       |
| 10.  | Daniel Moreno      | Hiszpania  | Team Katusha      | + 0"       |
|      |                    |            |                   |            |
| 21.  | Michał Kwiatkowski | Polska     | Etixx-Quick Step  | + 0' 58"   |
| 33.  | Rafał Majka        | Polska     | Team Tinkoff-Saxo | + 1' 10"   |